# Владикавказское духовное училище
Владикавка́зское правосла́вное духо́вное учи́лище — среднее специальное учебное заведение Владикавказской и Аланской епархии Русской Православной Церкви, действовавшее в при церкви покрова Пресвятой Богородицы во Владикавказе в 2010—2016 годах. В 1887—1917 годы действовало как начальное учебное заведение.

## История
Первоначально духовное училище было основано в Моздоке в 1834 году и долгое время было не только очагом распространения православия в крае, но и одним из основных центров культуры и распространения грамотности среди местного населения. В 1887 году решением епископа Владикавказского Владимира (Сеньковского) училище было переведено из Моздока во Владикавказ.
Училище расположилось в здании, построенном в 1871 году руками строителей-персов и принадлежавшем бывшему адъютанту начальника Терской области генерала Михаила Лорис-Меликова — г-ну Еникалову. За здание, находившееся на углу улиц Воронцовской и Георгиевской (ныне Бутырина и Бородинской), было заплачено 2 тысячи рублей. Некоторое время училище располагалось в доме Мамулова на улице Вревской (ныне Армянская), так как в доме Еникалова, согласно контракту, продолжало находиться областное правление. Кроме того, здание было слишком мало для училища, в связи с чем рядом с ним началось строительство нового корпуса.
В 1895 году училище переехало в новое здание, в котором разместились классы, зал, столовая, библиотека, канцелярия, учительская и квартиры трех преподавателей, а в старом корпусе (доме Еникалова) расположились спальни и квартиры смотрителя и помощника. В здании училища была также устроена домовая церковь в честь святых Кирилла и Мефодия.
1 января 1896 года Владикавказское духовное училище было торжественно открыто.
В 1915 году почётным блюстителем по хозяйственной части являлся купец Василий Сергеев. В училище принимались дети всех сословий православного исповедания, причём дети духовенства зачислялись бесплатно.
После революции училище было закрыто. Возобновлено определением Священного Синода от 6 октября 2010 года. Первым ректором возобновлённого училища был назначен архиепископ Ставропольский и Владикавказский Феофан (Ашурков). Училище расположилось по адресу Республика Северная Осетия — Алания, г. Владикавказ, улица Августовских событий, 83, Свято-Покровская церковь.
С сентября 2012 года при училище действуют регентские курсы, которые в последующем будут преобразованы в регентское отделение.
Владикавказское духовное училище было одним из организаторов прошедшей 26–27 мая 2014 года III Всероссийская научно-практической конференции «Славянская письменность и культура как фактор единения народов России», посвященная 700-летию со дня рождения преподобного Сергия Радонежского.
17 июня 2014 года состоялся первый выпуск студентов Владикавказского духовного училища, которое на тот момент было самым молодым учебным заведением Русской Православной Церкви.
15 июля 2016 года решением Священного Синода «в качестве исключения Владикавказскому духовному училищу определить наименование „Владикавказское духовное училище по подготовке церковных специалистов“ с осуществлением в нём деятельности на основании типового устава для духовных центров подготовки церковных специалистов».
В октябре 2016 года пресс-секретарь Владикавказской епархии Феликс Киреев сообщил, что учебное заведение прекратило свое существование в связи с изменениями в системе образования Русской православной церкви. После внесение поправок училище необходимо было либо перевести в статус семинарии, либо закрыть. Представители епархии отметили, что база училища не соответствует статусу семинарии. 29 июля 2017 года Священный Синод Русской православной церкви, заслушав рапорт председателя Учебного комитета архиепископа Верейского Евгения (Решетникова) и прошение епископа Владикавказского и Аланского Леонида (Горбачёва) об упразднении Владикавказского духовного училища, постановил упразднить данное духовное училище.

## Ректоры
Смотрители
- статский советник Дмитрий Луговенко (9 октября 1896—1900)
- иеромонах Никодим (Кротков) (1900—1902)
- протоиерей Иоанн Беляев (11 октября 1902 — 3 мая 1906)
- священник Григорий Максимов (1906)
- Николай Чернавский (1906 — 17 октября 1910)
- архимандрит Мелхиседек (Паевский) (17 октября 1910—1914)
- протоиерей Александр Нефедьев (1915—1918)

Ректоры
- архиепископ Феофан (Ашурков) (6 октября 2010—2011)
- архиепископ Зосима (Остапенко) (2011—2016)

## Проректоры
- игумен Андрей (Мороз) (2010—2011)
- протоиерей Артемий Пономаренко (2011—2016)

## Известные выпускники
- Михаил (Цомак) Гадиев — поэт, государственный деятель
- Иван Джанаев — осетинский советский поэт, литературовед, публицист и переводчик
- Петр Кардашевский — офицер
- Сергей Бабиев — офицер